# Freeze Me
Freeze Me (フリーズ・ミー, Furiizu Mii), o Freezer, és una pel·lícula japonesa de thriller de violació i venjança del 2000 dirigida per Takashi Ishii. Aquesta pel·lícula és protagonitzada per Harumi Inoue com a Chihiro, una víctima de violació que intenta viure una vida normal, només per ser visitada uns quants anys després pels seus tres violadors al seu apartament i violada de nou abans de matar-los.

## Argument
Una nit de febrer a una petita ciutat al nord de Tòquio, l'escolar Chihiro Yamazaki va ser brutalment violada a casa pel seu amic de la infància Noboru i els seus dos amics Minoru Baba i Atsushi Kojima, que fins i tot van gravar-ho en una pel·lícula. Traumatitzada, va marxar cap a Tòquio, on va aconseguir recuperar la seva vida i fins i tot es va aconseguir un xicot. No obstant això, cinc anys després, la Chihiro s'horroritza de conèixer en Noboru, que l'ha localitzat. Intenta fugir al seu apartament, però Noboru la troba al dia, s'allotja descaradament al seu apartament i es prepara per tornar-la a violar. La Chihiro aconsegueix tancar-se al bany, però llavors Noboru comença a posar imatges de la violació anterior de Chihiro al correu dels seus veïns, obligant-la a cedir als seus sàdics capritxos. També convoca en Baba i en Kojima perquè s'uneixin a ell al lloc de Chihiro.
En Noboru aviat comença a endinsar-se en tots els aspectes de la vida d'en Chihiro i, en presentar-se com el seu nou xicot, l'aïlla deliberadament dels seus amics. La ment desesperada de Chihiro es converteix ràpidament en criminal, i un dia, mentre en Noboru es banya, ella el mata colpejant-li el cap amb una ampolla d'aigua i amaga el cos al congelador. Tanmateix, just després arriba el següent dels seus antics turmentadors, Kojima. Inicialment es disculpa amb Chihiro per la seva mala fe, però borratxo i frustrat amb la seva vida, finalment també comença a desitjar-la. Mentre es prepara per treure's una cervesa del congelador, troba el cos d'en Noboru embotit a dins i després és assassinat per Chihiro. Desenvolupant una fascinació malaltissa pels cadàvers congelats, compra un altre congelador i amaga el cos de Kojima a dins.
Després de deixar un missatge al seu xicot Nogami, explicant-li tot el que li va passar fa cinc anys, Chihiro fa les maletes i se'n va. No obstant això, l'últim dels seus turmentadors, Baba, la troba però no és conscient que va matar els seus amics. També viola a la Chihiro, però mentre juga als videojocs després, la Chihiro el mata i posa el seu cos al congelador; tanmateix, un tall d'electricitat al seu apartament desactiva els sistemes de refrigeració, descongelant gradualment els cossos i deixant-los podrir amb la calor de l'estiu. Delirant per la febre, Chihiro decideix fugir a Europa quan de sobte rep la visita de Nogami, que l'ha trobat a faltar. Després de passar una nit junts, Nogami nota l'olor de descomposició i troba els cossos als congeladors. La Chihiro també el mata instintivament, però després d'haver recuperat la seva raó, i amb la seva vida ara en ruines, se suïcida, llançant-se pel balcó.

## Repartiment
- Harumi Inoue com a Chihiro Yamazaki
- Kazuki Kitamura com a Noboru Hirokawa, l'antic amic de la infància de Chihiro i un dels violadors
- Naoto Takenaka com a Minoru Baba, un yakuza i un dels violadors
- Shingo Tsurumi com Atsushi Kojima, un yakuza i un dels violadors
- Shunsuke Matsuoka com a Yûsuke Nogami, el col·lega i xicot de Chihiro

## Llançament
Freeze Me va ser distribuït per Nikkatsu el 27 de maig de 2000.

## Recepció
The Japan Times, descrivint Freeze Me, va declarar que no hi havia "res infantil en la visió del mal d'Ishii" i que "Ishii veu més clarament que molts dels seus col·legues de direcció, amb la seva indulgència guanyadora de l'home. id i ego, com aquest mal, en absència de cap força compensatòria, ha penetrat al cor de la societat japonesa. La solució de Chihiro encara és extrema, però les seves pitjors pors s'han tornat massa comunes."